# Toontje Lager
Toontje Lager is een Nederlandstalige popgroep afkomstig uit Wageningen. De groep heeft begin jaren 80 een aantal hits gescoord, waaronder Stiekem gedanst, Zoveel te doen en Net als in de film. Toetsenist Bert Hermelink schreef veruit de meeste nummers.

## Geschiedenis
Toontje Lager werd in 1978 onder de naam Maandverband opgericht door Bert Vermaas, Frits Raijmakers en Bert Hermelink. Het eerste optreden was in café Troost in Wageningen; het repertoire bestond uit tien Nederlandstalige punk- en rocknummers en er werd twee keer gespeeld om de avond te vullen. De naam gaf aan dat er binnen een maand opgetreden moest worden, maar verwees ook naar de korte duur van de band en diende om te shockeren. De formule sloeg aan en zette de toon voor vele veranderingen in de bezetting van de band. In 1979 werd de naam gewijzigd in Toontje Lager. Met zanger Bert Vermaas werd in 1980 de eerste (titelloze) elpee uitgebracht. Het nummer Kontaktrock genoot enige bekendheid doordat het op Uitholling overdwars verscheen, een verzamelalbum dat een belangrijke impuls bleek voor de opleving van de Nederlandstalige popmuziek. Het nummer is op single uitgebracht, als B-kant van Ja verrek.
Nadat Vermaas de band verlaten had, trad Erik Mesie als nieuwe zanger toe. Vermaas zou later van zich doen spreken in de Nijmeegse band Het Beest. De albums Er op of er onder (1982) en Stiekem dansen (1983) verkochten vrij goed, mede dankzij het feit dat Nederlandstalige popmuziek op dat moment populair was. In 1982 werd In gedachten, de B-kant van de single Ben jij ook zo bang, door luisteraars van radiozender Hilversum 3 uitgeroepen tot B-kant van het jaar, met een lengte van 4.35 minuut bijna 2 minuten langer dan de de A-kant. De brug van het nummer Zoveel te doen was jarenlang de tune van het populaire Veronica-autoprogramma op tv De heilige koe. Ten tijde van de single Vroeg of laat (1983) verlieten Gerard de Braconier (gitaar) en Huub van Melick (basgitaar) Toontje Lager. Ze werden opgevolgd door Rob Winter (gitaar) en Leon Giesen (basgitaar).
De groep ging in 1985 uit elkaar. Bert Hermelink ging optreden als cabaretier. In 1988 schreef hij zich in voor het Leids Cabaret Festival en bereikte hij de finale. Hij speelde tot 2007 regelmatig in de Nederlandse theaters. Hermelink had later een eigen muziekstudio in Deventer en produceerde in 2005 het debuutalbum Dingen te doen van zanger Martin Groenewold, waarop ook verscheidene Hermelink-composities staan. In maart 2008 volgde een tweede cd, met de titel Zoiets moet het zijn. Bassist Leon Giesen ging onder andere verder met zijn project Mondo Leone terwijl drummer Joost Witte en gitarist Gerard de Braconier de cajun & zydeco band Captain Gumbo oprichtten. Ook Leon Giesen maakte er enige tijd deel van uit en terwijl de groep toerde in Louisiana (VS) stonden ze in 1991 in Nederland in de hitparade met Allons a Lafayette. Erik Mesie maakte na de breuk twee soloalbums; sinds 2019 treedt hij op met een nieuwe bezetting van Toontje Lager.

## Discografie

### Albums
| Album met eventuele hitnotering(en) in de Nederlandse Album Top 100 | Datum van verschijnen | Datum van binnenkomst | Hoogste positie | Aantal weken | Opmerkingen   |
| ------------------------------------------------------------------- | --------------------- | --------------------- | --------------- | ------------ | ------------- |
| Toontje Lager                                                       | 1980                  | -                     |                 |              |               |
| Er op of er onder                                                   | 1982                  | 26-06-1982            | 12              | 35           |               |
| Stiekem dansen                                                      | 1983                  | 21-05-1983            | 2               | 19           |               |
| Even goeie vrienden                                                 | 1984                  | 30-06-1984            | 14              | 8            |               |
| De beste van                                                        | 1984                  | -                     |                 |              | Verzamelalbum |
| Hollands glorie                                                     | 2003                  | -                     |                 |              | Verzamelalbum |
| De jonge jaren van Toontje Lager - 50 Jaar Nederpop                 | 2008                  | -                     |                 |              | Verzamelalbum |
| Alle 40 goed                                                        | 2013                  | -                     |                 |              | Verzamelalbum |
| The Golden Years of Dutch Pop Music                                 | 2018                  | -                     |                 |              | Verzamelalbum |

### Singles
| Single met eventuele hitnotering(en) in de Nederlandse Top 40 | Datum van verschijnen | Datum van binnenkomst | Hoogste positie | Aantal weken | Opmerkingen                                                                       |
| ------------------------------------------------------------- | --------------------- | --------------------- | --------------- | ------------ | --------------------------------------------------------------------------------- |
| Ja, verrek                                                    | 1979                  | -                     |                 |              |                                                                                   |
| Achter de wolken                                              | 1980                  | -                     |                 |              |                                                                                   |
| Net als in de film                                            | 1982                  | 03-07-1982            | 31              | 3            | Nr. 26 in de Nationale Hitparade / Nr. 27 in de TROS Top 50                       |
| Ben jij ook zo bang                                           | 1982                  | 25-09-1982            | tip3            | -            | B-kant In gedachten / Nr. 37 in de Nationale Hitparade / Nr. 46 in de TROS Top 50 |
| Zoveel te doen                                                | 1983                  | 19-03-1983            | 19              | 5            | Nr. 18 in de Nationale Hitparade / Nr. 20 in de TROS Top 50                       |
| Stiekem gedanst                                               | 1983                  | 28-05-1983            | 8               | 8            | Nr. 6 in de Nationale Hitparade / Nr. 7 in de TROS Top 50                         |
| Vroeg of laat                                                 | 1983                  | 10-9-1983             | tip6            | -            | Nr. 21 in de Nationale Hitparade / Nr. 43 in de TROS Top 50                       |
| Alle dagen dorst                                              | 1984                  | 11-02-1984            | tip15           | -            | Nr. 34 in de Nationale Hitparade / Nr. 45 in de TROS Top 50                       |
| Niemand die het weet                                          | 1984                  | 23-06-1984            | tip3            | -            | Nr. 44 in de Nationale Hitparade                                                  |
| Als ik 'n meisje was                                          | 1985                  | -                     |                 |              |                                                                                   |
| Ik dans de zomer                                              | 2017                  | -                     |                 |              | Toontje Lager & Erik Mesie                                                        |
| Ik wil met jou                                                | 2017                  | -                     |                 |              | Toontje Lager & Erik Mesie                                                        |

### NPO Radio 2 Top 2000
| Nummer met noteringen in de NPO Radio 2 Top 2000 | '99 | '00 | '01 | '02 | '03 | '04 | '05 | '06 | '07 | '08 | '09  | '10  | '11  | '12  | '13  | '14  | '15  | '16  | '17  | '18  | '19  | '20  | '21  | '22  | '23 | '24 |
| ------------------------------------------------ | --- | --- | --- | --- | --- | --- | --- | --- | --- | --- | ---- | ---- | ---- | ---- | ---- | ---- | ---- | ---- | ---- | ---- | ---- | ---- | ---- | ---- | --- | --- |
| Stiekem gedanst                                  | 846 | 518 | 731 | 612 | 756 | 730 | 705 | 786 | 971 | 765 | 1542 | 1421 | 1202 | 1253 | 1339 | 1526 | 1558 | 1636 | 1528 | 1445 | 1301 | 1348 | 1144 | 1256 | 997 | 994 |

1. ↑  Een vetgedrukt getal geeft de hoogste notering aan.

## Prijzen
In 1983 won Toontje Lager (net als Het Goede Doel) een Zilveren Harp.
- International Standard Name Identifier: 0000 0004 6888 4172
- MusicBrainz: 788badd6-365b-445c-9c64-870930cbef4b